# Maria Letizia Ramolino
Maria Letizia Buonaparte amb el cognom de soltera de Ramolino (Ajaccio, Còrsega, 24 d'agost de 1750 – Roma, 2 de febrer de 1836) va ser la mare de Napoleó Bonaparte.

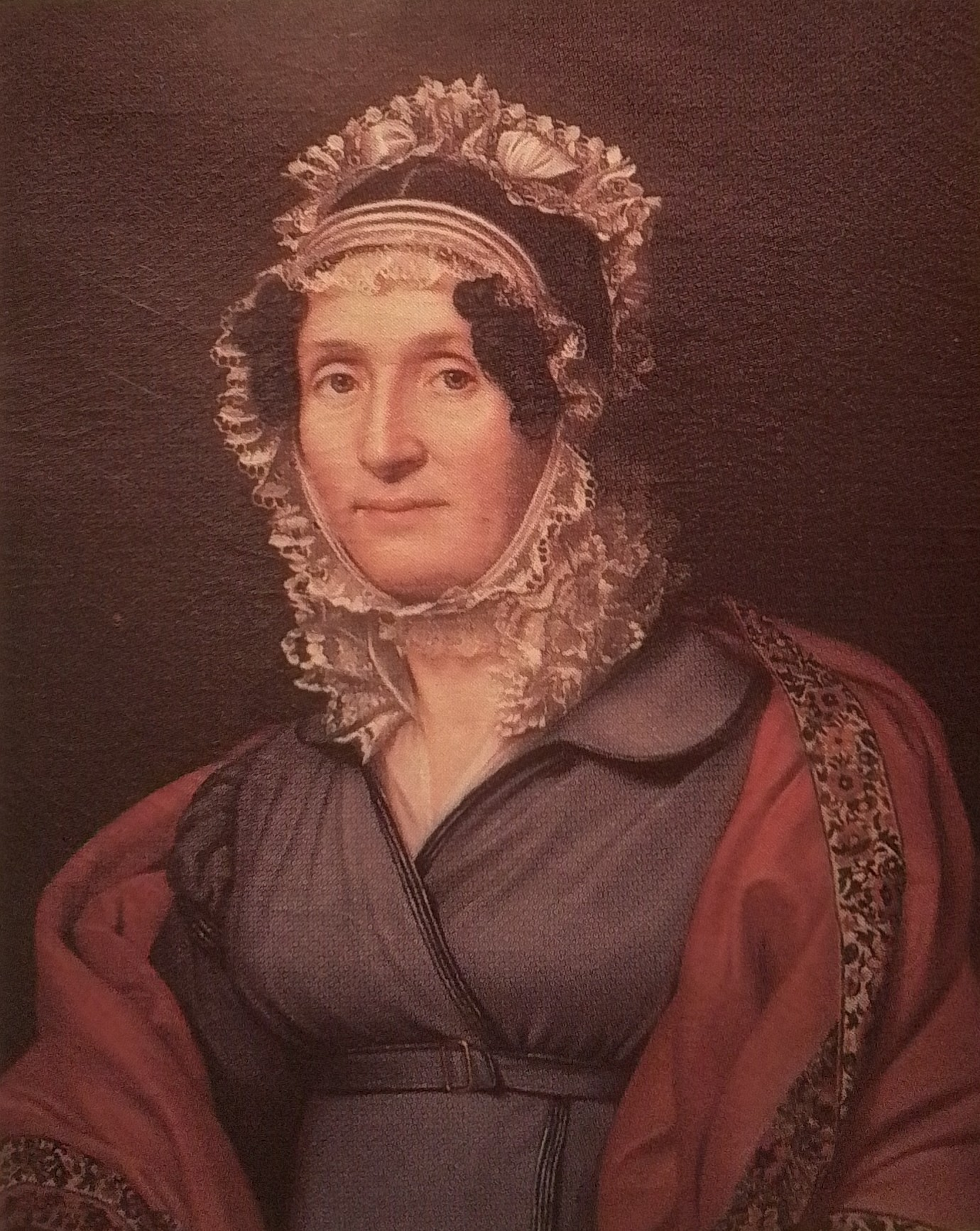
Maria Letizia Bonaparte, 1811

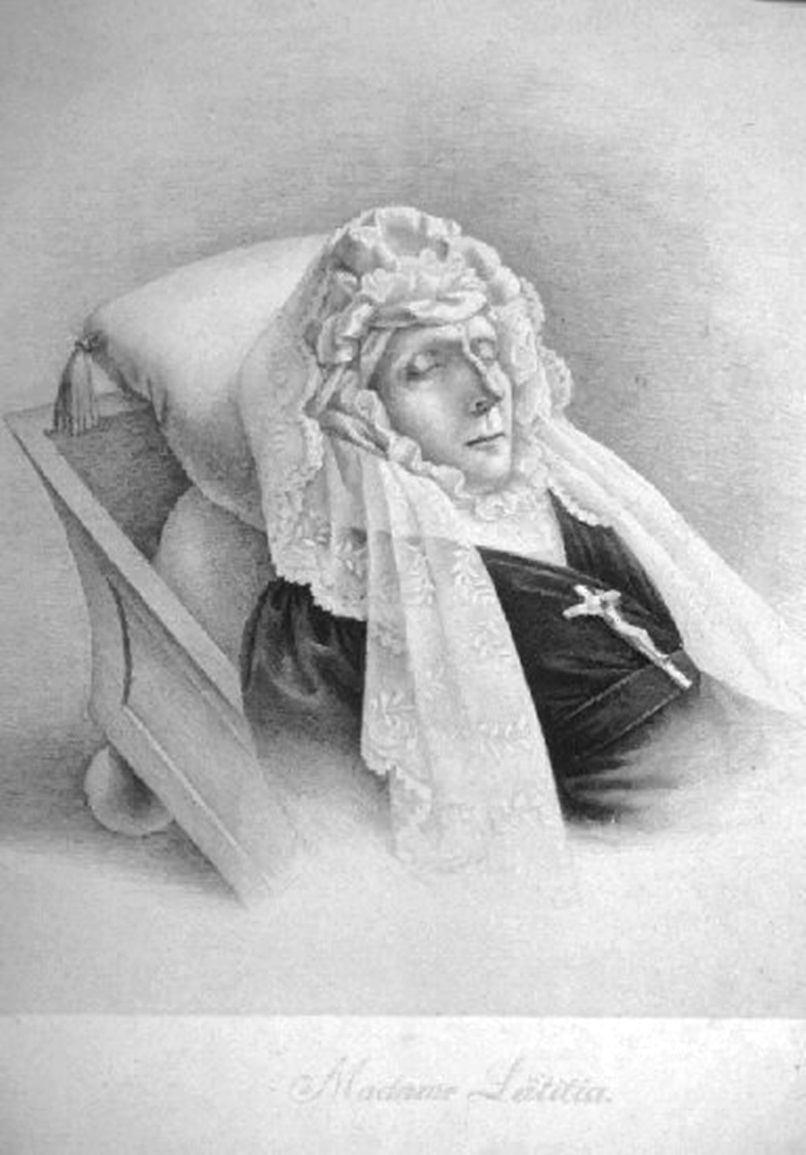
Maria Letizia Bonaparte

Era filla del Nobile Giovanni Geronimo Ramolino (13 d'abril 1723–1755), capità del regiment cors de cavalleria i infanteria en l'exèrcit de la República de Gènova i que es casà amb la també Nobile Angela Maria Pietrasanta (cap a 1725–1790). Letizia no rebé educació formal. Als 14 anys es casà amb l'advocat d'Ajaccio Carlo Buonaparte. Tingueren 13 fills, 8 d'ells sobrevisqueren a la infantesa i molts d'ells van ser fets monarques per Napoleó:
- Napoleone Buonaparte (1764/1765 – 17 d'agost de 1765)
- Maria Anna Buonaparte (3 de gener de 1767 – 1 de gener de 1768)
- Josep Bonaparte (7 de gener de 1768 – 28 de juliol de 1844) Rei de Nàpols i Sicília, rei d'Espanya i Comte de Survilliers.
- Napoleó Bonaparte (15 d'agost de 1769 – 5 de maig de 1821), Emperador de França, rep el nom del seu germà mort
- Maria Anna Buonaparte (1770), rep el nom de la seva germana morta
- Maria Anna Buonaparte (14 de juliol – 23 de novembre de 1771), rep el nom de la seva germana morta
- Un fill mort en néixer
- Lucien Bonaparte (21 de març de 1775 – 29 de juny de 1840), Príncep de Canino i Musignano
- Elisa Bonaparte (1777 – 1820), Gran duquessa de Toscana
- Louis Bonaparte (1778 –1846), Rei d'Holanda
- Pauline Bonaparte (1780 – 1825), Princesa sobirana i duquessa de Guastalla
- Caroline Bonaparte (1782 – 1839), Gran duquessa de Berg i Cleves, esposa de Joachim Murat
- Jérôme Bonaparte (1784 - 1860), rei de Westfàlia.

Quan ella tenia 35 anys el seu marit morí de càncer. Va ser per decret "Madam, la Mare de Sa Majestat l'Emperador" (Madame Mère de l'Empereur), Altesa Imperial, des del 18 de maig de 1804 o el 23 de març de 1805. Morí a Roma, sobrevivint 15 anys a Napoleó.